# Eugen Laur
Eugen Laur (* 1825; † nach Juni 1885) war ein deutscher Romanist.

## Leben und Werk
Laur habilitierte sich 1869 an der Ruprecht-Karls-Universität Heidelberg für das Fach Französische Literatur und war bis 1875 Privatdozent und sprachpraktischer Lehrer. Von 1875 bis 1885 lehrte er als außerordentlicher Professor. Im Juni 1885 endete seine Universitätstätigkeit krankheitshalber. Ihm folgte Emile Freymond nach.
Laur war Mitglied der Heidelberger Freimaurerloge Ruprecht zu den fünf Rosen.

## Werke
- Zwei Gräber. Novelle, Straßburg 1860
- Eine Heirath „ad interim“. Novelle, Straßburg 1860
- Zur Geschichte der französischen Litteratur. Drei academische Vorlesungen, Mannheim 1874